# Michael Kearney
Michael Kevin Kearney (* 18. Januar 1984 in Honolulu, Hawaii) ist ein ehemaliges Wunderkind aus den USA. Er erwarb mit 10 Jahren seinen ersten Master-Abschluss. Seit seinem 23. Lebensjahr ist er Doktor der Biochemie und Hochschullehrer.

## Leben

### Frühphase
Während ihrer Schwangerschaft litt die japanischstämmige Cassidy Kearney an Magersucht und Blutvergiftung. Daher prognostizierten ihre Ärzte, dass ihr Kind wahrscheinlich geistig zurückgeblieben zur Welt kommen werde. Zudem hatte sie sehr hohen Blutdruck, weshalb sie vom 5. bis zum 7. Schwangerschaftsmonat im Krankenhaus lag. Ihr Mann Kevin war Offizier in der US-Marine und war zu dieser Zeit auf einem Minensuchboot im Indischen Ozean. Michael kam nach sieben Monaten als Frühgeburt zur Welt. Mit fünf Monaten sprach er in kurzen grammatikalisch korrekten Sätzen und begann, sich für die Videospiele zu interessieren, die sein Vater in der Spielhalle spielte. Die Eltern zogen von Hawaii nach San Diego, Kalifornien um, wo seine Großeltern mütterlicherseits lebten.

### Kindergarten und Schule
Die Einschulung bzw. Aufnahme in den Kindergarten war ein Problem. Staatliche Schulen durften Kinder unter fünf Jahren nicht aufnehmen. Die private Spring Valley Montessori Schule in Tacoma, Washington, wo die Familie berufsbedingt hingezogen war, wollte ihn dagegen vor vermeintlich überehrgeizigen Eltern schützen. Ihrer Meinung nach war er mit drei Jahren viel zu jung für die Schule. Lesedemonstrationen durch Michael wurden mit dem Vorwurf des Auswendiglernes und Unglauben abgetan. Schließlich wurde er doch bei Montessori angenommen, aber von seinen Eltern wieder von der Schule genommen, als ein Lehrer erst nach mehreren Monaten die Mutter verblüfft darauf hinwies, dass ihr Kind bereits lesen konnte.
Mit vier Jahren nahm er an der University of San Francisco im Child Development Center an seinem ersten IQ-Test – dem Stanford-Binet L-M – teil und erreichte den Maximalwert dieses Tests von 168. Der Test ist allerdings für Sechsjährige und nicht für Vierjährige ausgelegt. Im gleichen Jahr wurde er Mitglied des Vereins für Hochbegabte, Mensa.
Die Familie lebte seinerzeit in San Francisco, der Vater verließ die Marine, um beim Unterricht zu helfen. Michael wurde von seiner Mutter weitgehend in einem speziellen Oak-Meadows-home-schooling-Programm unterrichtet und konnte die High School von zu Hause aus mit sechs Jahren und damit in Rekordzeit abschließen, indem er die Klassenabschlusstests im Schnelldurchlauf machte. Den letzten Abschlusstest absolvierte er mit der Note „A-“.

### Junior College und Universitäten
Er studierte anschließend auf dem Community College in Santa Rosa als Undergraduate Geologie und machte mit acht Jahren seinen Abschluss mit Associate Degree (Rekord). Seine Mutter, die sich auch eingeschrieben hatte, erledigte seine Mitschriften, da Kearneys psychomotorische Fähigkeiten denen seiner Altersgenossen entsprachen. Außerdem leiden er und seine Schwester an Agrafie, der Unfähigkeit, Wörter und Texte zu schreiben. Seine Schwester Maeghan, die 2006 ihren Abschluss in Tierwissenschaften machte, ist auch hochbegabt.
Am 5. Juni 1994 schloss er mit zehn Jahren an der University of South Alabama sein Studienfach Anthropologie mit dem Schnitt 3.6 und cum laude ab. Wieder war er damals der jüngste Mensch, der ein Graduate-Studium abgeschlossen hatte (der Titel Bachelor ist normalerweise für Undergraduates, jedoch nicht in Anthropologie).
Er studierte im Anschluss Biochemie an der Middle Tennessee State University. Seine Abschlussarbeit schrieb er im Alter von 14 Jahren über das Wachstum von Krebszellen (Kinetic Isotope Effects of Thymidine Phosphorylase). Diesen damaligen Rekord als jüngster Postgraduierter brach mittlerweile der Inder Tathagat Avatar Tulsi (12 Jahre).
Er studierte dann an der Vanderbilt University Informatik, wo er mit 18 seinen zweiten Master-Abschluss absolvierte. 2006 machte er seinen Doktor in Biochemie an der Middle Tennessee State University und unterrichtete dort auch im Fachbereich Chemie.
Im November 2006 gewann er bei der Quizsendung Goldrush eine Million US-Dollar.

## Kritik
Kearneys Auftreten in einer amerikanischen Talkshow 1994 löste eine Debatte aus, ob es für ein Kind sinnvoll sei, es so früh in den verschiedenen Schulformen anzumelden. Probleme hatte er teilweise auch während seiner Schul-/Studienzeit: Eine Englisch-Dozentin des Santa Rosa Junior College gab ihm – obwohl er vorher alle Arbeiten durchweg mit der Note A bestanden hatte – die Abschlussnote B mit der Begründung, sie glaube nicht, dass er ein Verständnis für Romantik Erwachsener haben könne. Ein Professor an der Vanderbilt University lehnte es ab, mit einem 14-Jährigen zu arbeiten.